# Aldham, Essex
Aldham är en by och en civil parish i Colchester i Essex i England. Orten har 513 invånare (2001). Den har en kyrka.